# Бахматов, Иван Яковлевич
Иван Яковлевич Бахматов (или Бахмаитов; упомин. в 1688—1702) — русский художник рубежа XVII—XVIII веков.

## Жизнь и творчество
Сведения о жизни Ивана Бахматова достаточно скудны. Первые упоминания о нём относятся к 1688 году, когда мастер работал «в больницах» Саввино-Сторожевского монастыря, а также в государевых хоромах в селе Коломенском. В 1677 году Бахматов вместе с Симоном Ушаковым и другими царскими изографами работал в церкви Спаса на Сенях. В 1701 году он написал несколько икон для иконостасов церквей Иоанна Богослова и Вознесения при трапезной Николо-Вяжищского монастыря, а в 1702 году возглавил артель костромских живописцев, которым новгородский митрополит Иов поручил расписать Знаменский собор. Надпись, оставленная на стене собора, свидетельствовала, что художники приступили к выполнению заказа 1 мая того же года. Росписи дошли до наших дней и представляют очень большой интерес, однако установить, какие фрески принадлежат Бахматову, а какие — его коллегам, не представляется возможным. Известна лишь одна работа, достоверно принадлежащая мастеру, — икона «Богоматерь Знамение» (1699).

## Галерея

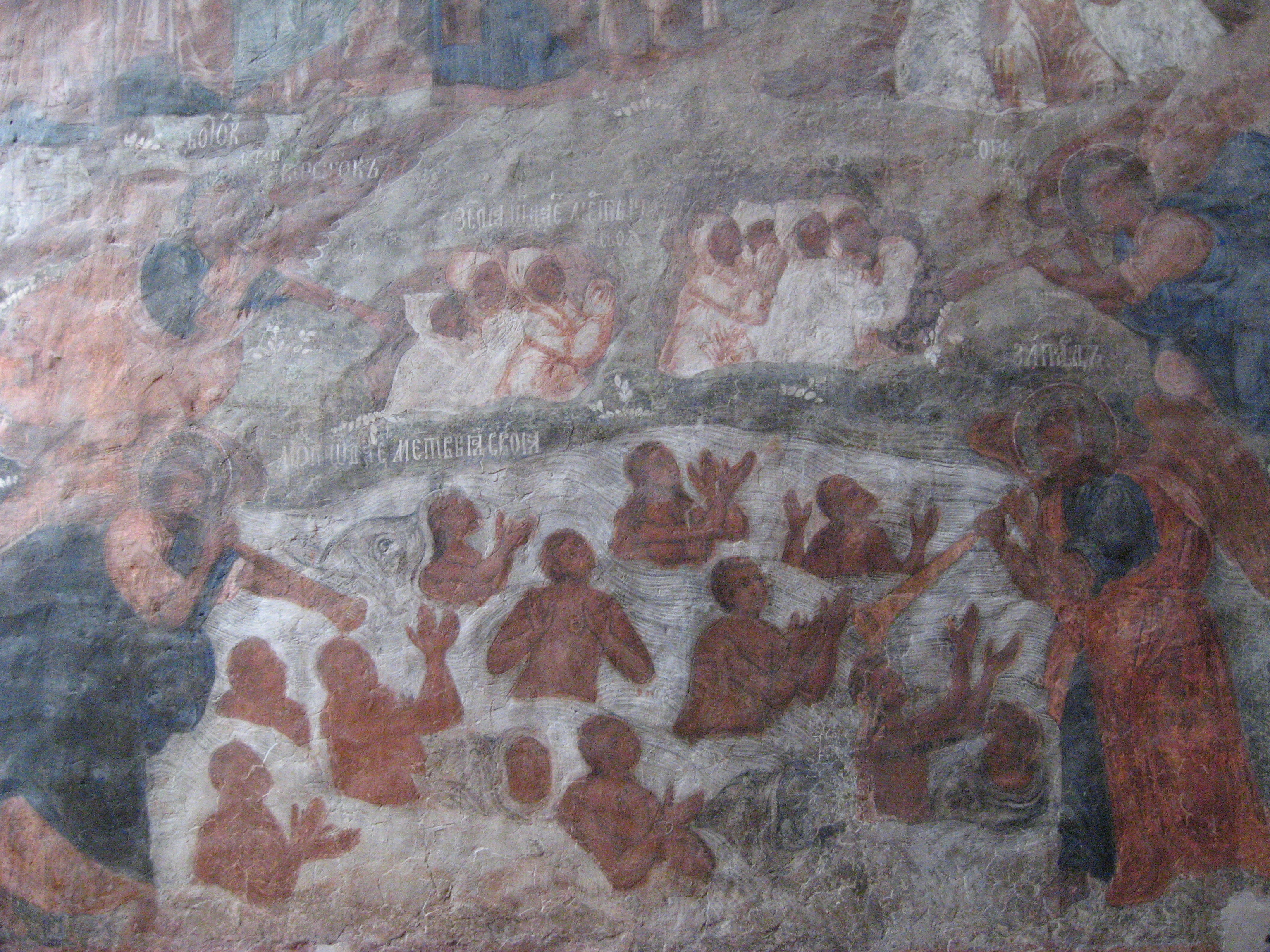
«Страшный суд. Воскресение мёртвых из моря» (деталь росписи западной стены Знаменского собора)
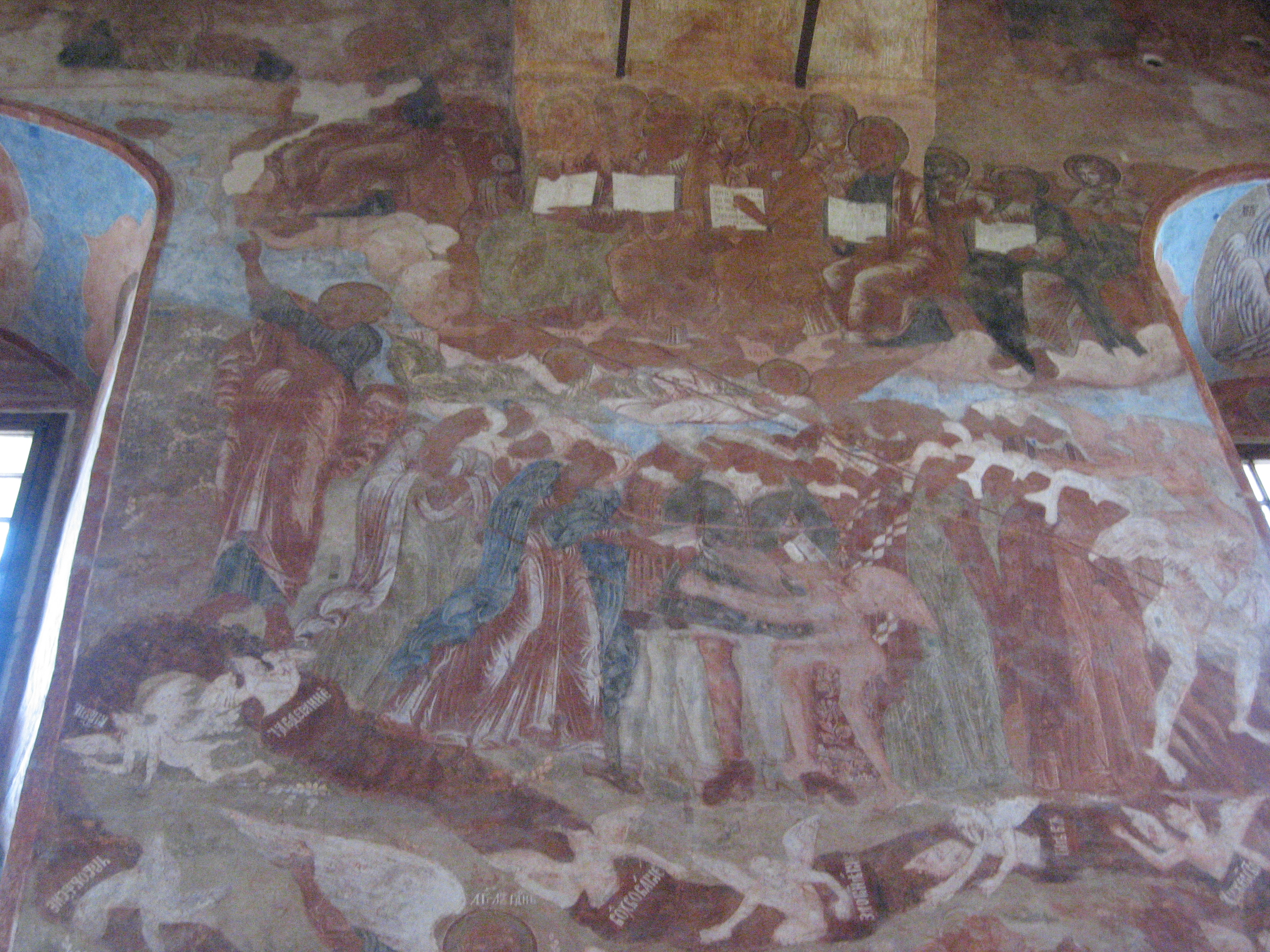
«Страшный суд. Иноверные народы» (деталь росписи западной стены Знаменского собора)
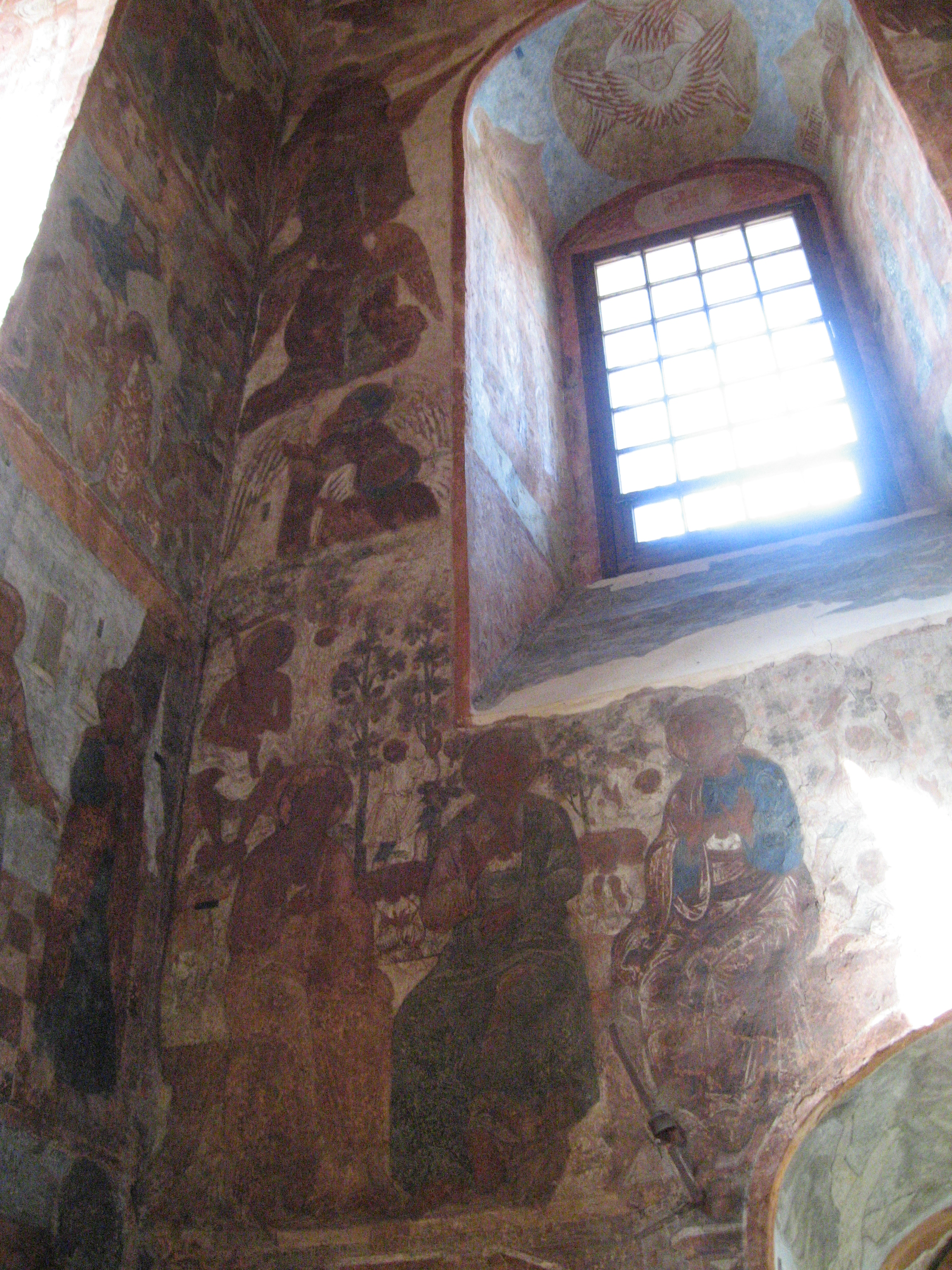
«Страшный суд. Лоно Авраамово» (деталь росписи западной стены Знаменского собора)
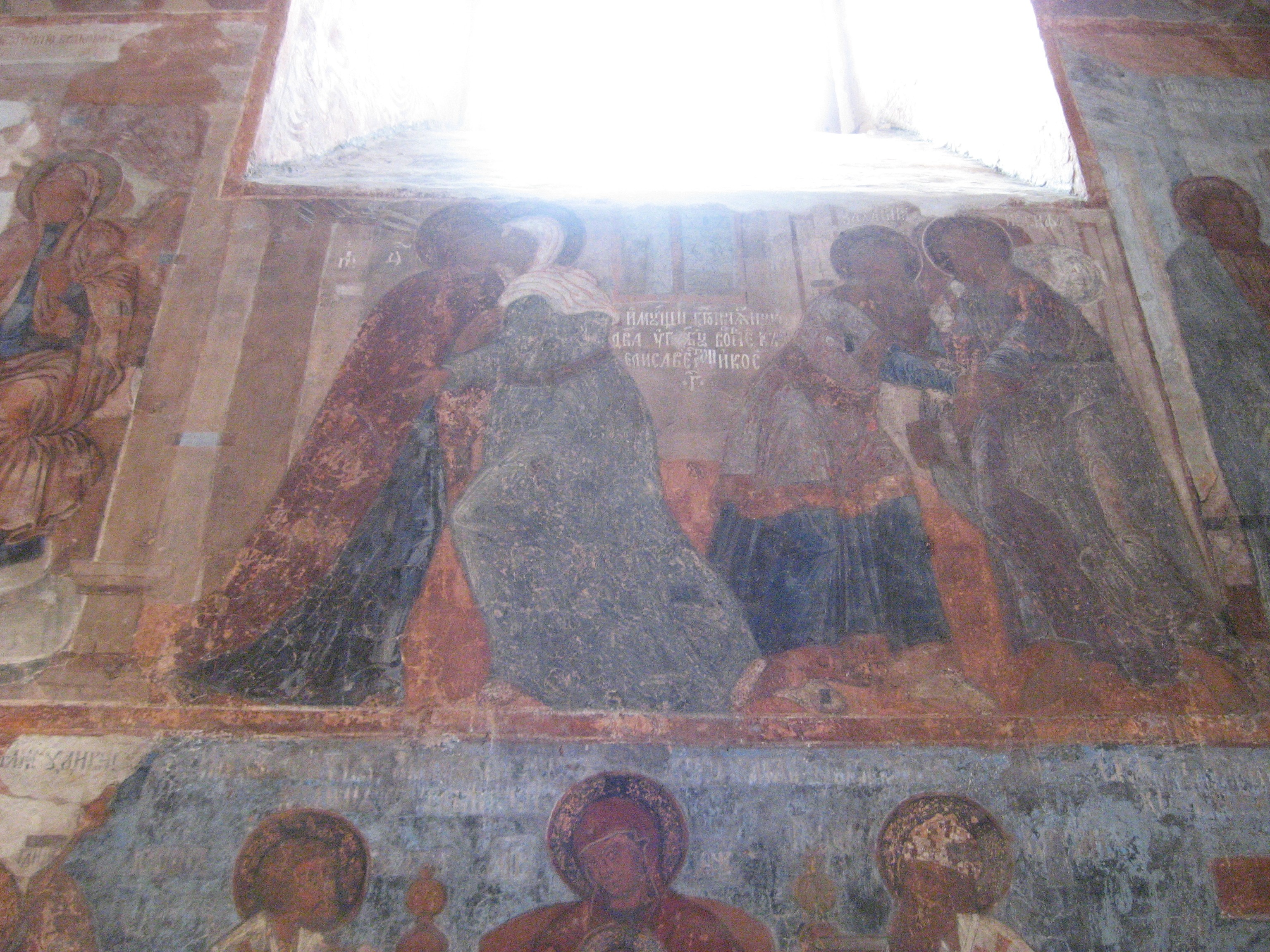
«Акафист Богоматери. Встреча Марии и Елизаветы, Захарии и Иосифа» (деталь росписи южной стены Знаменского собора)
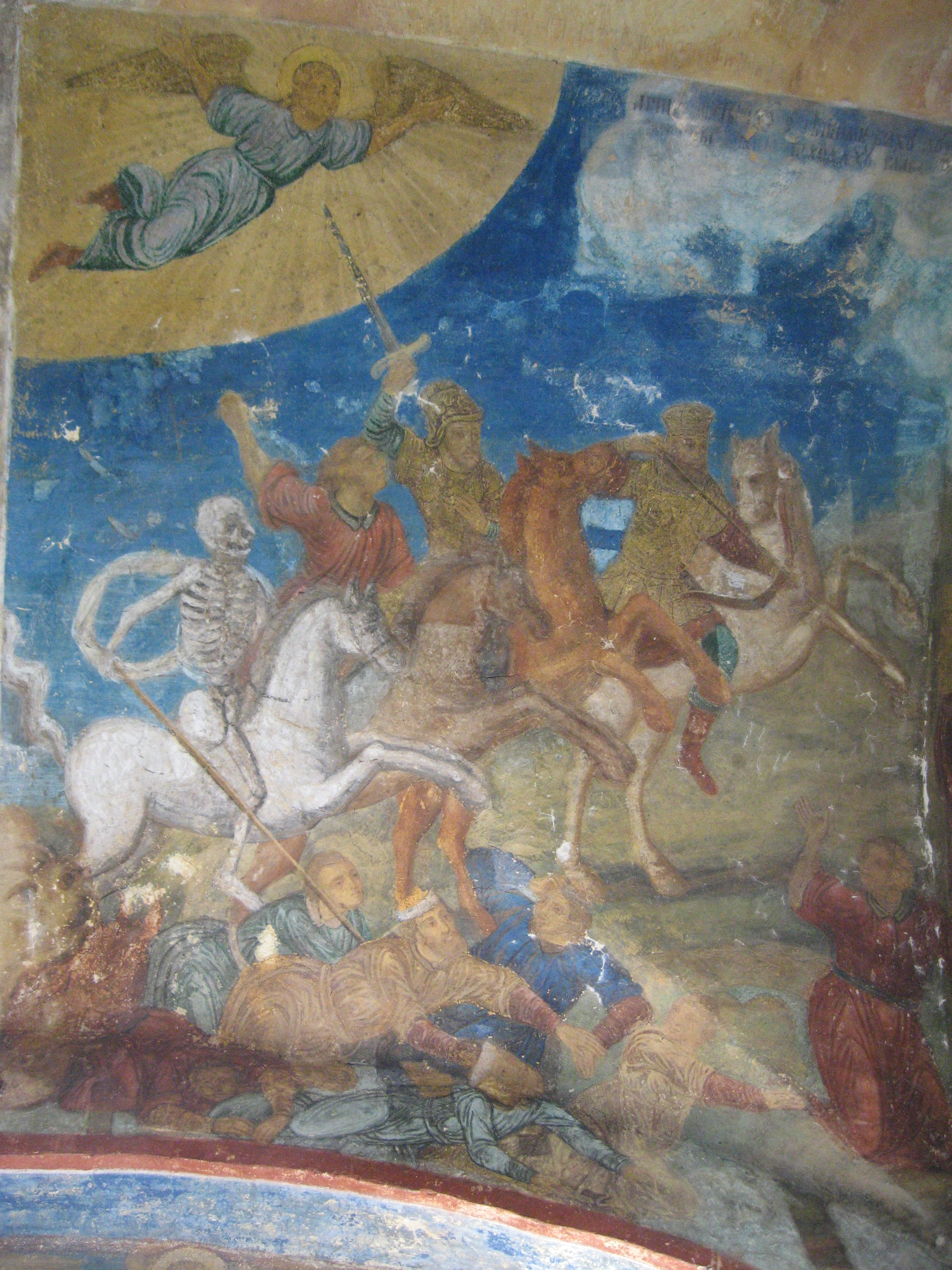
«Четыре всадника Апокалипсиса» (деталь росписи паперти Знаменского собора)